# Dianba (sockenhuvudort i Kina, Xinjiang Uygur Zizhiqu, lat 44,12, long 87,33)
Dianba (kinesiska: 佃坝, 佃坝乡) är en sockenhuvudort i Kina. Den ligger i den autonoma regionen Xinjiang, i den nordvästra delen av landet, omkring 41 kilometer nordväst om regionhuvudstaden Ürümqi. Antalet invånare är 5 213. Befolkningen består av 2 428 kvinnor och 2 785 män. Barn under 15 år utgör 13,0 %, vuxna 15-64 år 74 %, och äldre över 65 år 12,0 %.
Runt Dianba är det ganska glesbefolkat, med 47 invånare per kvadratkilometer. Närmaste större samhälle är Changji, 13,1 km söder om Dianba. Trakten runt Dianba består i huvudsak av gräsmarker.
Genomsnittlig årsnederbörd är 188 millimeter. Den regnigaste månaden är juli, med i genomsnitt 26 mm nederbörd, och den torraste är januari, med 8 mm nederbörd.